# 白亮独活
白亮独活（学名：Heracleum candicans）是伞形科独活属的植物。分布在尼泊尔、巴基斯坦以及中国大陆的云南、西藏、四川等地，生长于海拔2,000米至4,200米的地区，常生长在山坡林下和路旁，目前尚未由人工引种栽培。

## 别名
藏当归（西藏）、白羌活（云南）